# Кириллов, Пётр Клавдиевич
Пётр Клавдиевич Кириллов (5 (17) мая 1895, Санкт-Петербург, Российская империя — 14 января 1942, Ленинград, РСФСР, СССР) — советский режиссёр-постановщик и актёр.

## Биография
Пётр Клавдиевич Кириллов родился 5 (17) мая 1895 в столице Российской империи городе Санкт-Петербурге.
Режиссёр-постановщик и актёр киностудии «Ленфильм».
Погиб 14 января 1942 года во время блокады Ленинграда.

## Фильмография

#### Актёр
1. 1922 — Скорбь бесконечная — крестьянин
2. 1922 — Чудотворец (короткометражный) — Еремей Мизгирь
3. 1924 — Конец рода Лунич — эпизод
4. 1924 — Око за око, газ за газ — эпизод
5. 1925 — Волки — Фёдор Галкин
6. 1926 — Волжские бунтари — Архай
7. 1926 — На разных берегах — Дик Тикстон
8. 1927 — Девушка с далёкой реки — сторож Алексей
9. 1927 — Ордер на жизнь — Сергей Колотилин
10. 1928 — Два броневика — Васильев, шофёр
11. 1928 — Мятеж — Ерыськин, партизан
12. 1930 — Заговор мёртвых — солдат
13. 1931 — Их пути разошлись — Майкл О’Сюлливен
14. 1931 — Снайпер — немецкий снайпер
15. 1934 — Наследный принц Республики — Николай
16. 1934 — Флаг стадиона — Аполлон Смердякин
17. 1935 — Граница — Барт, начальник контрразведки
18. 1936 — Мы из Кронштадта — матрос Валентин Беспрозванный
19. 1937 — Великий гражданин — Брянцев (Серия 1)
20. 1937 — Балтийцы — Дитрих, поручик
21. 1937 — За Советскую Родину — Риутта, финский поручик
22. 1938 — Одиннадцатое июля — поп
23. 1938 — Профессор Мамлок — Эрнст
24. 1939 — Великий гражданин — Брянцев (Серия 1)
25. 1939 — Сад — профессор
26. 1940 — Галя (короткометражный) — Никонов, скульптор
27. 1940 — Танкер «Дербент» — Бредис, помполит
28. 1941 — Боевой киносборник № 2. Новелла 3. У старой няни — следователь
29. 1941 — Старая гвардия (короткометражный) — эпизод
30. 1942 — Непобедимые — Красношеев

#### Режиссёр-постановщик
1. 1930 — Лягавый (короткометражный)
2. 1930 — Тяжелая нагрузка
3. 1931 — Золотое время (короткометражный)
4. 1932 — Утирайте слёзы